# Fröhlichianer
Vous pouvez aider à l'améliorer ou bien discuter des problèmes sur sa page de discussion.
- Il ne cite pas suffisamment ses sources. Vous pouvez indiquer les passages à sourcer avec {{référence nécessaire}} ou {{Référence souhaitée}}, et inclure les références utiles en les liant aux notes de bas de page. (Marqué depuis septembre 2016)

- Archive Wikiwix
- Bing
- Cairn
- DuckDuckGo
- E. Universalis
- Gallica
- Google
- G. Books
- G. News
- G. Scholar
- Persée
- Qwant
- (zh) Baidu
- (ru) Yandex
- (wd) trouver des œuvres sur Wikidata

L'Apostolic Christian Church, appelée aussi les Neutäufer ou Fröhlichianer, est une confession chrétienne chrétienne évangélique anabaptiste, fondé en Suisse par Samuel Heinrich Fröhlich.

## Histoire
L'église a ses origines dans un mouvement initié par Samuel Fröhlich, né le 4 juillet 1803 à Brugg dans le canton d'Aargau en Suisse, fils du tanneur et sacristain et Gottliebin Berger . L'origine de la famille est française et huguenote, le patronyme Joyeux ayant été germanisé en Fröhlich.
Après des études en théologie à Bâle et à Zurich, il dessert à partir de 1828 la paroisse réformé de Leutwil en Aargau. Mais il est destitué en 1830, après avoir refusé d'enseigner le nouveau catéchisme rationaliste qui prit la suite du catéchisme de Heidelberg datant de 1563. En 1832, il est rebaptisé par un missionnaire de la Continental Society de Londres, le pasteur Ami Bost. Il se met ensuite à baptiser des adultes de son ancienne paroisse. Très rapidement, de nouvelles communautés voient le jour en Suisse et en Alsace, puis dans d’autres pays européens (Hongrie) et aux États-Unis en 1847. En moins de 35 ans quelque 140 communautés sont fondées.
En 1836, Samuel Fröhlich épouse Susette Brunschweier. En 1843, il est expulsé de Zurich pour sectarisme. Il trouve refuge en France, où il s'installe à Strasbourg vers 1844. Il y meurt le 15 janvier 1857 et il est inhumé au cimetière Sainte-Hélène.

## Les Fröhlichianer en Alsace-Lorraine vers 1889
Quelques prédicateurs
- Le maître tailleur Diebold au 3, de la Stallgasse (rue de l'Écurie) à Strasbourg
- Le sabotier Heinrich Voeltzel à Bischwiller
- Le tuilier Klein d'Oberbronn
- Reeb à Avricourt
- Lucas Wendling à Geiswiller
- Le colporteur Buchheimer de la Strassburger Bibelgesellschaft, en tant que missionnaire. Et de temps à autre quelques prédicateurs venant de Suisse.

Les communautés
- À Strasbourg, dans le local du 3, de la Stallgasse se rencontrent des croyants des environs (Schiltigheim, Illkirch, Graffenstaden, Bischheim)
- Deux hommes à Hangenbieten
- Deux familles à Gerstheim où chaque premier dimanche du mois se rend un prédicateur d'Avricourt.
- Une trentaine d'adultes à Bischwiller où le mouvement est présent depuis les années 1860.

Les Fröhlichianer sont très présents dans les environs de Bouxwiller. Cette croyance a été introduite à Alteckendorf par Sophie Schneider, veuve de l'huissier royal Jean Frédéric Abert de Bouxwiller. Sophie Schneider est née le 23 janvier 1818 à Alteckendorf et y est décédée le 5 mars 1894. Fille du pasteur luthérien local, Jean Frédéric Schneider. Deux de ses frères furent eux aussi pasteurs, l'un à Ringendorf, l'autre prit la suite de son père à Alteckendorf. Les nouveaux adeptes se faisaient baptiser à Alteckendorf avec l'eau de la source du Heiligbrunnel. Leur nombre est passé de 30 à 17 croyants quand deux familles ont émigré vers les États-Unis. Mais le noyau central se trouve à Geiswiller où prêche Lucas Wendling. Trois familles furent présentes à Ingenheim, où on les appela Betisten, mais une d'entre elles émigra aux États-Unis. Des adeptes habitent aussi à Wilshausen, Zœbersdorf et Ingwiller.
Une centaine de Fröhlichianer sont présents dans les environs de Wissembourg et plus particulièrement à Gumbrechtshoffen où se rencontre dans un local une communauté d'une cinquantaine de personnes sous la houlette du prédicateur Klein d'Oberbronn. À Niederrœdern habitent une vingtaine d'adeptes où leurs concitoyens les surnomment ironiquement les Strampler (les agités). Quelque cent adeptes habitent dans les parages de La Petite-Pierre.

## Croyances
Pour l'église, seule la Bible, véritable parole de Dieu, doit influencer la vie du croyant. Est aussi prônée une stricte séparation de l'Église et de l'État, ainsi que la non-violence. Seul le baptême du croyant est reconnu comme valable à leurs yeux.

## Dans le monde
Aux États-Unis, la première communauté est fondée en 1847 à Lewis County dans l'État de New-York par Benedict Weyeneth (1819-1887), envoyé par Samuel Fröhlich à la requête de Joseph Virkler, un fermier Mennonite de Lewis County, dans le but de réformer sa paroisse en prise à de graves dissensions. En 1848, une église est fondée à Sardis en Ohio. Ce mouvement religieux prend en 1917 le nom de l'Apostolic Christian Church. De nos jours, la croyance froelichienne est divisée en plusieurs mouvements, à la suite de plusieurs schismes.
- L'Apostolic Christian Church of America compte 94 communautés dans 23 États et regroupe quelque 13 000 personnes. Elle est aussi implantée au Canada, au Mexique et au Japon.
- L'Apostolic Christian Church (Nazarean) compte aux États-Unis environ 2 800 adeptes regroupés dans une cinquantaine de communautés et au Canada 850 adeptes regroupés en 14 communautés.
- La German Apostolic Christian Church a conservé les prêches dominicaux en langue allemande. Elle regroupe dans les 500 membres dans une dizaine de paroisses en Illinois, au Kansas et en Oregon.

En Europe, les adeptes d'Allemagne, de Suisse et d'Autriche se sont regroupés dans les Evangelische Täufergemeiden. On compte aussi des adeptes en Europe centrale (Hongrie).